# Kulturzentrum 2411

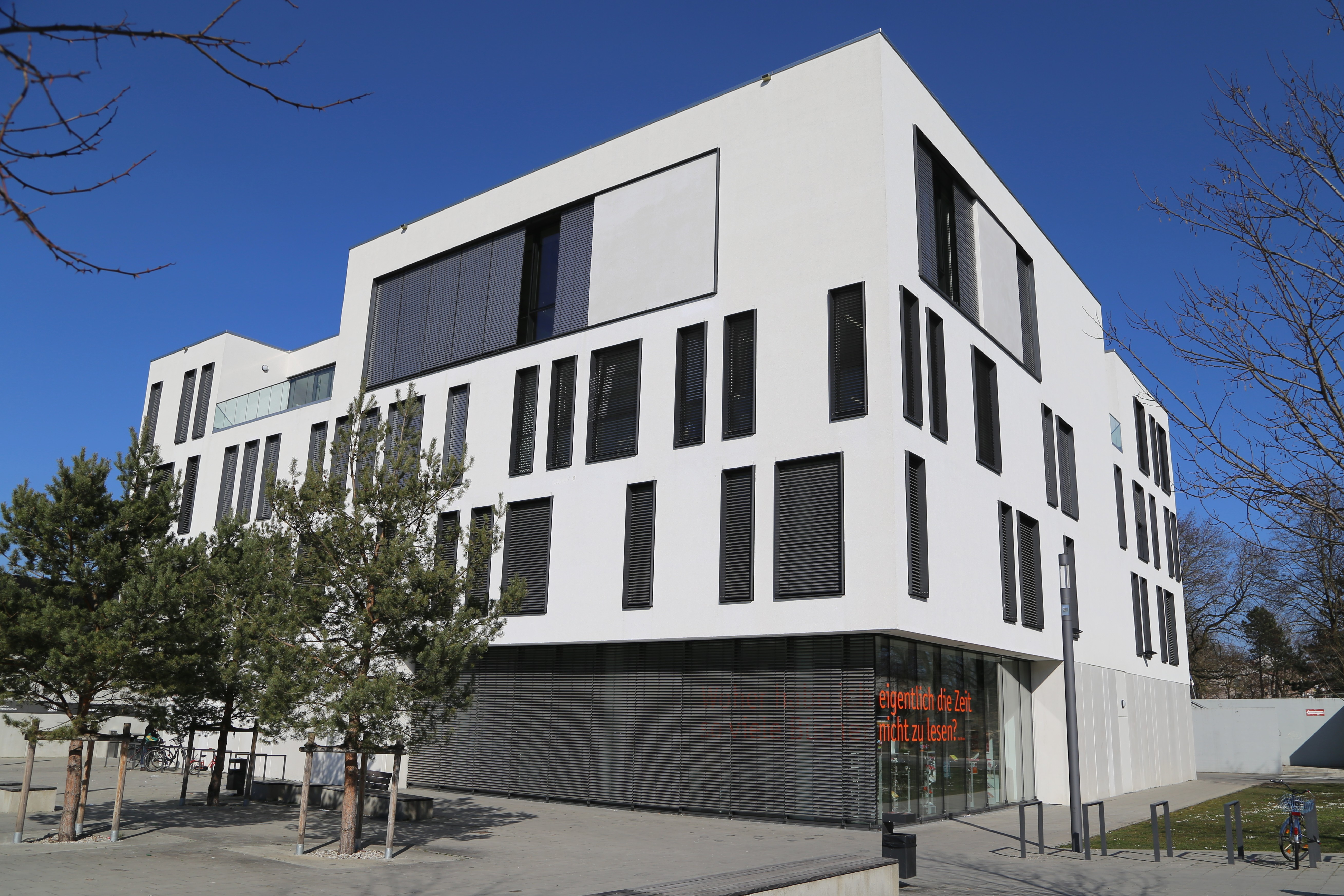
Kulturzentrum 2411

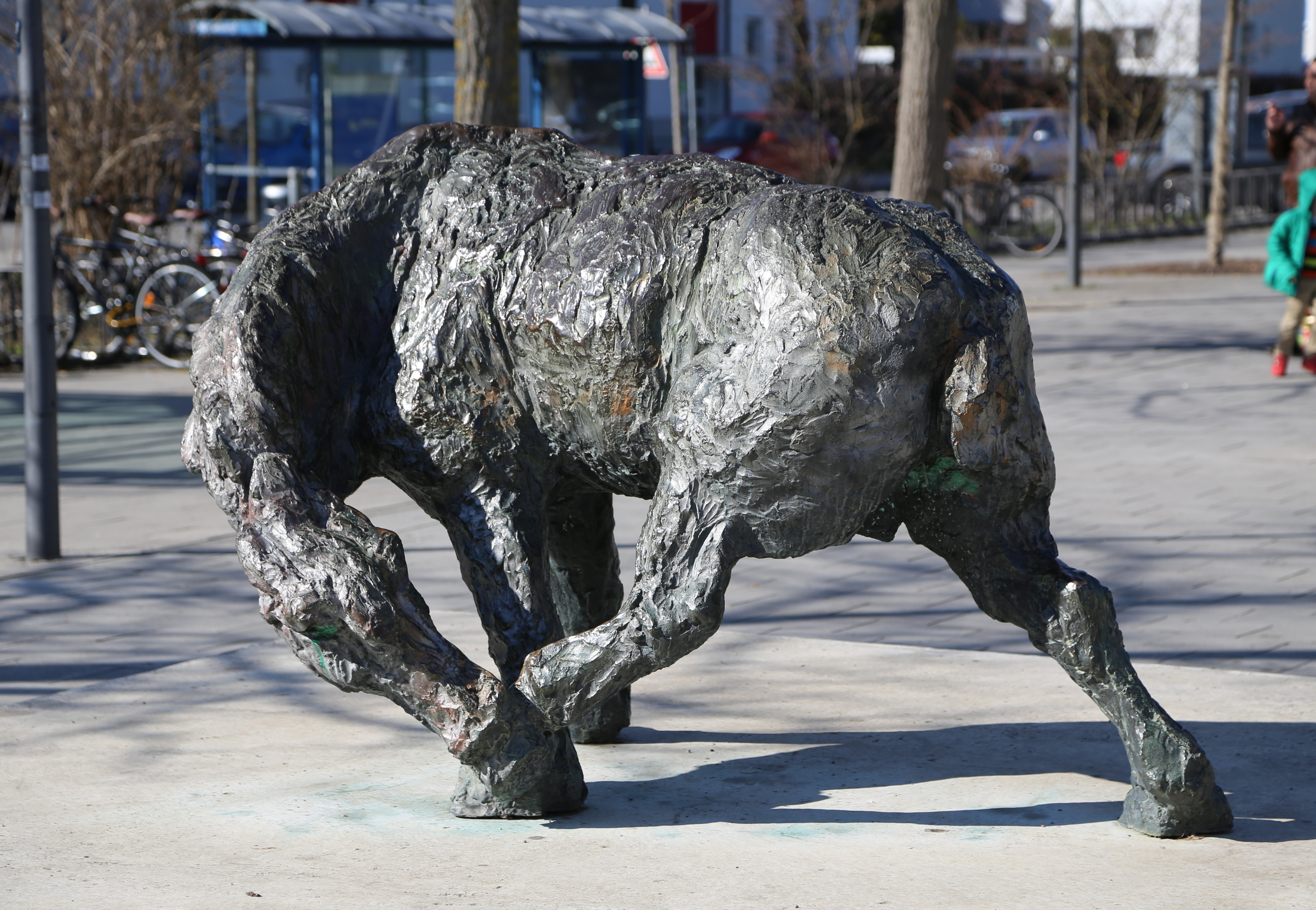
„Pferd, sich beißend“ von Alexander Fischer

Das Kulturzentrum 2411 ist ein kulturelles Informations- und Kommunikationszentrum für die Münchner Stadtbezirke Feldmoching-Hasenbergl (24) und Milbertshofen-Am Hart (11). Der Name leitet sich aus den beiden Nummern der Stadtbezirke ab.
Es liegt im Stadtteil Hasenbergl an der Blodigstraße 4 / Ecke Dülferstraße und neben dem U-Bahnhof Hasenbergl.

## Beschreibung
Das Kulturzentrum 2411 wurde im Dezember 2010 gegründet und im Oktober 2012 eröffnet. Der gesamte Komplex fungiert als Stadtteilzentrum für ca. 80.000 Bürger im Norden der Stadt und beinhaltet zugleich eine Außensprechstelle des Sozialbürgerhauses Nord und den Tagungsort des Bezirksausschusses 24 (Feldmoching-Hasenbergl). Das Zentrum beherbergt des Weiteren eine Abteilung der Münchner Stadtbibliothek, die dort auf zwei Stockwerken über 40.000 Medien in ihrer Mittelpunktsbibliothek anbietet, die Münchner Volkshochschule, sowie einen 100 m² großen Veranstaltungssaal und mehrere Gruppenräume.
Das Kulturzentrum 2411 ist Veranstaltungsort der Hasenbergler Kulturtage.
Vor dem Gebäude steht eine Bronzeskulptur („Pferd, sich beißend“ oder auch „Gebücktes Pferd“ genannt) des Bildhauers Alexander Fischer. Am Platz vor dem Gebäude gibt es kostenloses Wlan der Stadtwerke München.

## Architektur
Der Gebäudekomplex umfasst knapp 8000 m² Gesamtfläche. Das Gebäude ist als kubischer Baukörper mit weißer Fassade konzipiert, wobei die Bibliothek und der Veranstaltungssaal durch großflächig verglaste Bereiche betont werden. Die Architektur entwarf die ATP München, Bauherr war die DIBAG Industriebau.

## Weblinks

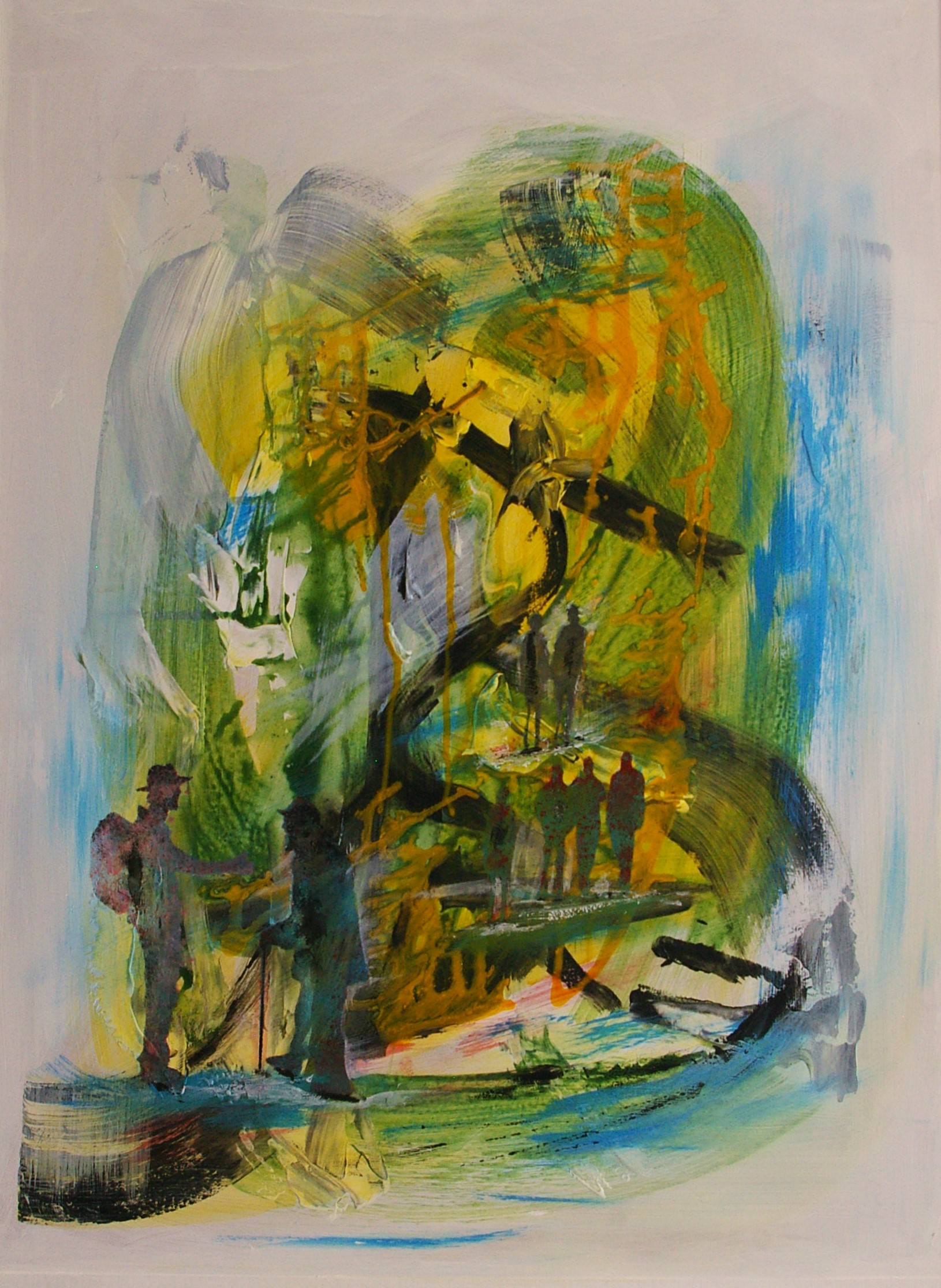
Unendlichkeit ist relativ Serio Digitalino